# فلاویانو ویچنتینی
فلاویانو ویچنتینی (ایتالیایی: Flaviano Vicentini؛ ۲۱ ژوئن ۱۹۴۲ – ۳۱ دسامبر ۲۰۰۲ (aged 60)) دوچرخه‌سوار اهل ایتالیا بود.
وی در مسابقات کشوری و بین‌المللی در مجموع برندهٔ ۱ مدال طلا شده‌است.